# Tudela (Cebu)
Tudela (Bayan ng Tudela) är en kommun i Filippinerna. Kommunen tillhör provinsen Cebu och ligger på ön med samma namn. Folkmängden uppgår till 10 401 invånare.
Tudela är indelat i 11 barangayer.